# Saint-Georges-sur-Loire
Saint-Georges-sur-Loire ist eine französische französische Kleinstadt mit 3787 Einwohnern (Stand 1. Januar 2022)  im Département Maine-et-Loire in der Region Pays de la Loire. Sie gehört zum Arrondissement Angers und zum Kanton Chalonnes-sur-Loire.

## Lage
Die Kleinstadt Saint-Georges-sur-Loire liegt an der Loire, 16 Kilometer westsüdwestlich von Angers. Nachbargemeinden von Saint-Georges-sur-Loire sind Saint-Augustin-des-Bois im Norden, Saint-Martin-du-Fouilloux im Nordosten, Savennières im Osten, La Possonnière im Südosten, Chalonnes-sur-Loire im Süden sowie Saint-Germain-des-Prés im Westen. Zu Saint-Georges zählt auch eine kleine Landspitze auf der Loireinsel Île de Chalonnes.

## Bevölkerungsentwicklung
| Jahr                       | 1962 | 1968 | 1975 | 1982 | 1990 | 1999 | 2006 | 2013 | 2022 |
| -------------------------- | ---- | ---- | ---- | ---- | ---- | ---- | ---- | ---- | ---- |
| Einwohner                  | 1960 | 2001 | 2330 | 3015 | 3101 | 3011 | 3212 | 3529 | 3707 |
| Quellen: Cassini und INSEE |      |      |      |      |      |      |      |      |      |

## Sehenswürdigkeiten
- Kirche Saint-Georges (Monument historique)
- Ehemalige Abtei (Monument historique, heute mairie)
- Schloss La Bénaudière (Monument historique)
- Schloss Chévigné (Monument historique)
- Schloss Serrant (Monument historique)
- Schloss La Comterie
- Schloss Éculard
- Wasserturm

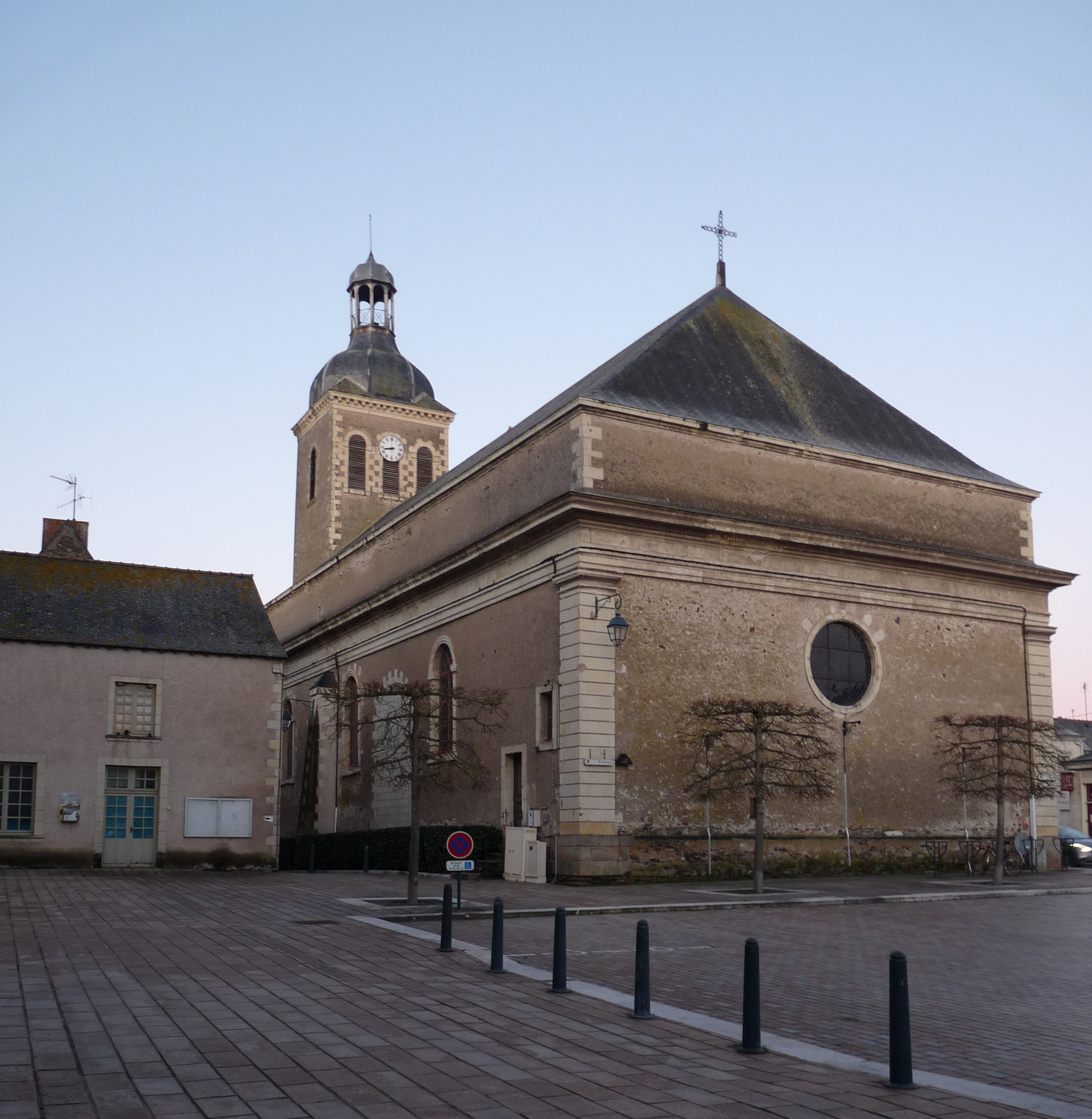
Kirche Saint-Georges
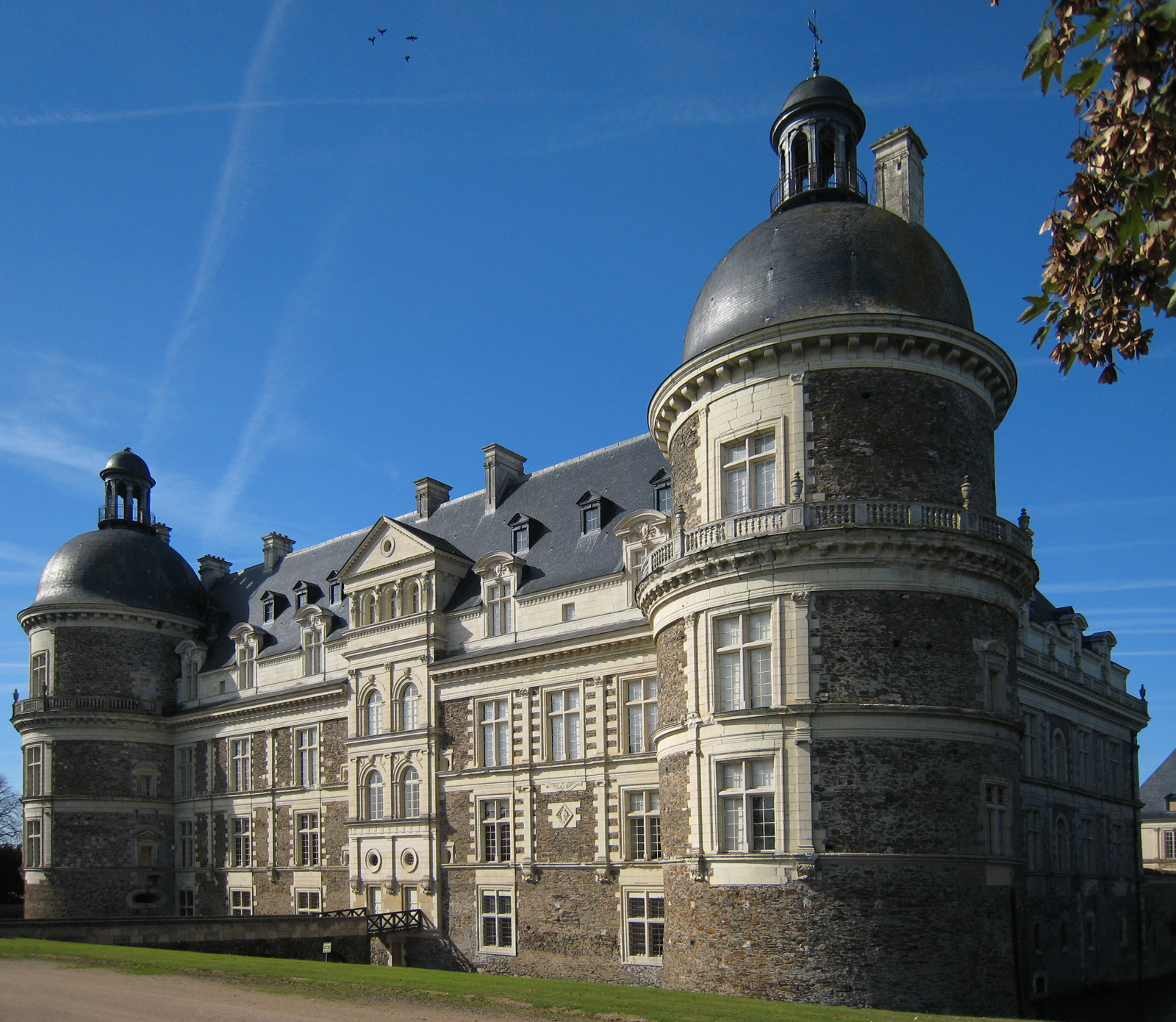
Schloss Serrant
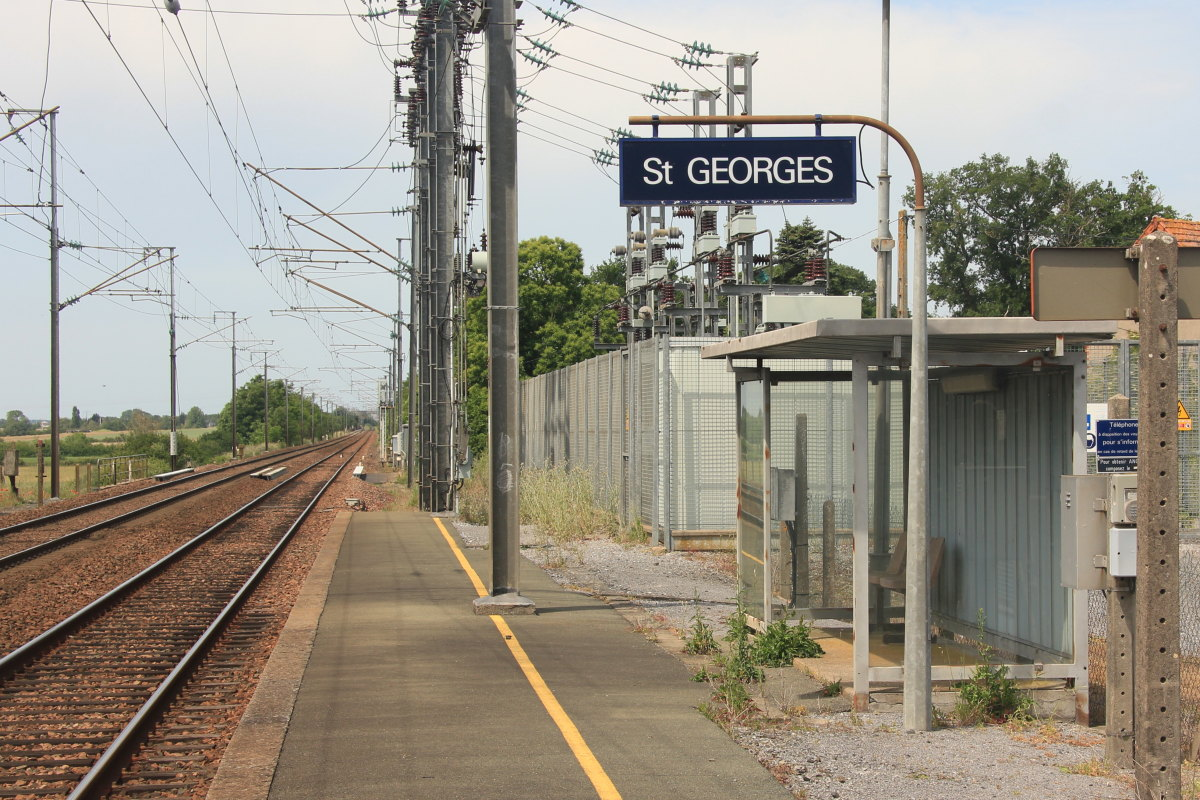
Bahnhalt Saint-Georges

## Weinbau
Die Rebflächen in Saint-Georges-sur-Loire gehören zum Weinbaugebiet Anjou.

## Persönlichkeiten
- Arthur de Cumont (1818–1902), Politiker und Minister, starb in Saint-Georges